# Asterodiscides truncatus
Asterodiscides truncatus är en sjöstjärneart som först beskrevs av William Higgins Coleman 1911.  Asterodiscides truncatus ingår i släktet Asterodiscides och familjen Asterodiscididae.
Artens utbredningsområde är havet kring Nya Zeeland. Inga underarter finns listade i Catalogue of Life.